# Morti nel 1949
| Questa pagina contiene informazioni ricavate automaticamente dalle voci biografiche con l'ausilio del template Bio e di un bot. L'aggiornamento è periodico e automatico e ricostruisce completamente la pagina. Se manca una persona in questa lista, sei pregato di non aggiungerla, ma accertati piuttosto che la sua voce biografica contenga il template Bio e che i dati anagrafici siano correttamente compilati. Se il template Bio manca, inseriscilo tu stesso o, in alternativa, metti l'avviso {{tmp\|Bio}} che ne segnala la mancanza. Se i dati riportati sono sbagliati, correggi direttamente la voce biografica; le modifiche saranno visibili in questa lista entro pochi giorni. Per chiarimenti vedi il progetto biografie. La lista contiene solo le 749 persone che sono citate nell'enciclopedia e per le quali è stato implementato correttamente il template Bio. Pagina aggiornata al 10 ago 2025. |

## Gennaio(66)
- 1º gennaio - Ugo Buttà, generale italiano (n. 1891)
- 1º gennaio - Johan Søhr, giurista norvegese (n. 1867)
- 1º gennaio - Vito Timmel, pittore italiano (n. 1886)
- 3 gennaio - Robert Ingersoll Aitken, scultore statunitense (n. 1878)
- 3 gennaio - Aleksandr Osipovič Drankov, fotografo, regista e produttore cinematografico russo (n. 1886)
- 3 gennaio - Tullio Masotti, giornalista e sindacalista italiano (n. 1886)
- 4 gennaio - Dante Almansi, funzionario italiano (n. 1877)
- 4 gennaio - August Herman Pfund, fisico, scienziato e inventore statunitense (n. 1879)
- 4 gennaio - Oscar Polk, attore statunitense (n. 1899)
- 5 gennaio - Walter Borck, calciatore tedesco (n. 1891)
- 6 gennaio - Victor Fleming, regista, direttore della fotografia e produttore cinematografico statunitense (n. 1889)
- 6 gennaio - Gennaro Righelli, regista, sceneggiatore e attore italiano (n. 1886)
- 7 gennaio - Paolo Bonecchi, attore italiano (n. 1882)
- 7 gennaio - Flora Drummond, attivista britannica (n. 1878)
- 7 gennaio - José Ramos Preto, politico portoghese (n. 1871)
- 7 gennaio - Elin Wägner, scrittrice e giornalista svedese (n. 1882)
- 8 gennaio - Perce Blackborow, esploratore e marinaio gallese (n. 1894)
- 8 gennaio - Yoshijirō Umezu, generale giapponese (n. 1882)
- 9 gennaio - Carlo Cussetti, pittore italiano (n. 1866)
- 9 gennaio - Armida Parsi-Pettinella, mezzosoprano italiano (n. 1868)
- 9 gennaio - Eugenio Vianello, imprenditore e dirigente sportivo italiano (n. 1871)
- 9 gennaio - Amilcare Zanella, compositore, pianista e direttore d'orchestra italiano (n. 1873)
- 10 gennaio - Erich Dagobert von Drygalski, geografo, fisico e esploratore tedesco (n. 1865)
- 10 gennaio - Othon Friesz, pittore francese (n. 1879)
- 10 gennaio - Momcsilló Tapavicza, tennista, sollevatore e lottatore ungherese (n. 1872)
- 11 gennaio - Torsten Carleman, matematico svedese (n. 1892)
- 12 gennaio - Muzaffar ul-Mulk, principe indiano (n. 1901)
- 13 gennaio - Aino Aalto, architetto e designer finlandese (n. 1894)
- 13 gennaio - Clemente Benedettucci, religioso, letterato e bibliotecario italiano (n. 1850)
- 14 gennaio - Amedeo Bassi, tenore italiano (n. 1872)
- 14 gennaio - Harry Stack Sullivan, psichiatra e psicoanalista statunitense (n. 1892)
- 14 gennaio - Joaquín Turina, compositore spagnolo (n. 1882)
- 15 gennaio - Pompeo Aloisi, ammiraglio, agente segreto e diplomatico italiano (n. 1875)
- 15 gennaio - Engelberto Maria d'Arenberg, nobile e imprenditore belga (n. 1872)
- 15 gennaio - Guido Asinari di San Marzano, politico italiano (n. 1874)
- 15 gennaio - Jakob Künzler, missionario, chirurgo e filantropo svizzero (n. 1871)
- 15 gennaio - Urho Lehtovaara, militare e aviatore finlandese (n. 1917)
- 15 gennaio - Charles Ponzi, truffatore italiano (n. 1882)
- 16 gennaio - Hugo Lundevall, nuotatore svedese (n. 1892)
- 17 gennaio - Camillo Isnardi, tiratore a segno italiano (n. 1874)
- 17 gennaio - Alexander Souter, biblista, latinista e grecista britannico (n. 1873)
- 18 gennaio - Kartolo, attore e compositore indonesiano
- 19 gennaio - Benjamin Anderson, economista statunitense (n. 1886)
- 20 gennaio - Nora Gregor, attrice austriaca (n. 1901)
- 20 gennaio - Arthur Moore, britannico (n. 1887)
- 21 gennaio - Fritz Knöchlein, militare tedesco (n. 1911)
- 22 gennaio - María Michelsen de López, first lady colombiana (n. 1890)
- 22 gennaio - Henry Slocum, tennista statunitense (n. 1862)
- 23 gennaio - Erich Klossowski, storico dell'arte e pittore tedesco (n. 1875)
- 23 gennaio - Maria Tarnowska, criminale russa (n. 1877)
- 23 gennaio - Heinrich von Tenner, schermidore austriaco (n. 1865)
- 24 gennaio - Luigi Rizzi, alpinista italiano (n. 1869)
- 25 gennaio - Makino Nobuaki, politico e diplomatico giapponese (n. 1861)
- 26 gennaio - Ronald William Graham, diplomatico inglese (n. 1870)
- 26 gennaio - Ernesto Puxeddu, chimico italiano (n. 1876)
- 27 gennaio - Boris Vladimirovič Asaf'ev, compositore, scrittore e musicologo russo (n. 1884)
- 27 gennaio - Félix Carvajal, maratoneta cubano (n. 1875)
- 27 gennaio - Giovanni Tirinnanzi, vescovo cattolico italiano (n. 1869)
- 28 gennaio - Aleksandr Konovalov, politico e imprenditore russo (n. 1885)
- 28 gennaio - Jean-Pierre Wimille, pilota automobilistico e agente segreto francese (n. 1908)
- 29 gennaio - Jarvis Kenrick, calciatore inglese (n. 1852)
- 29 gennaio - Jakub Karol Parnas, biochimico polacco (n. 1884)
- 30 gennaio - Enrico Cannio, musicista italiano (n. 1874)
- 30 gennaio - Matteo Trovato, scultore italiano (n. 1870)
- 31 gennaio - Otto Hupp, tipografo, incisore e pittore tedesco (n. 1859)
- 31 gennaio - Lisa Resch, sciatrice alpina tedesca (n. 1908)

## Febbraio(42)
- 1º febbraio - Herbert Stothart, compositore statunitense (n. 1885)
- 2 febbraio - Richard Bienert, politico cecoslovacco (n. 1881)
- 2 febbraio - Ernesto de' Conno, chimico italiano (n. 1884)
- 2 febbraio - Pio Lobetti Bodoni, ammiraglio italiano (n. 1867)
- 4 febbraio - Janko Leskovar, scrittore croato (n. 1861)
- 4 febbraio - Carlo Prato, pianista, compositore e direttore d'orchestra italiano (n. 1909)
- 5 febbraio - Harry Lott, canottiere statunitense (n. 1880)
- 5 febbraio - Carl Püchler, generale tedesco (n. 1894)
- 6 febbraio - Hiroaki Abe, ammiraglio giapponese (n. 1889)
- 6 febbraio - Ulrich Greifelt, generale tedesco (n. 1896)
- 6 febbraio - Harry Rapf, produttore cinematografico statunitense (n. 1880)
- 7 febbraio - Eugenio Graziosi, militare e politico italiano (n. 1870)
- 8 febbraio - Leonid Alekseevič Polovinkin, compositore e pianista russo (n. 1894)
- 10 febbraio - Max Houben, bobbista, calciatore e velocista belga (n. 1898)
- 10 febbraio - Charles Vane-Tempest-Stewart, VII marchese di Londonderry, nobile e politico britannico (n. 1878)
- 11 febbraio - George Botsford, compositore statunitense (n. 1874)
- 11 febbraio - Christian Bérard, pittore e scenografo francese (n. 1902)
- 11 febbraio - Axel Munthe, scrittore e psichiatra svedese (n. 1857)
- 11 febbraio - Giovanni Zenatello, tenore e impresario teatrale italiano (n. 1876)
- 12 febbraio - Nella Giacomelli, anarchica e giornalista italiana (n. 1873)
- 12 febbraio - Battling Levinsky, pugile statunitense (n. 1891)
- 12 febbraio - Hasan al-Banna, politico e religioso egiziano (n. 1906)
- 14 febbraio - James Fitzalan Hope, I barone Rankeillour, politico scozzese (n. 1870)
- 14 febbraio - Lorenzo Torretta, ostacolista, velocista e calciatore italiano (n. 1879)
- 15 febbraio - Henri Delalle, missionario e vescovo cattolico francese (n. 1869)
- 15 febbraio - Roger François, sollevatore francese (n. 1900)
- 15 febbraio - Teodors Plade, calciatore lettone (n. 1896)
- 15 febbraio - Ferrante Zambini, scultore e falsario italiano (n. 1878)
- 16 febbraio - Umberto Brunelleschi, scenografo e pittore italiano (n. 1879)
- 18 febbraio - Niceto Alcalá-Zamora y Torres, politico e giurista spagnolo (n. 1877)
- 18 febbraio - Ernesto Maria Piovella, arcivescovo cattolico italiano (n. 1867)
- 20 febbraio - Vasilij Ivanovič Lebedev-Kumač, poeta, paroliere e politico sovietico (n. 1898)
- 20 febbraio - Massimo Olivetti, imprenditore italiano (n. 1902)
- 22 febbraio - Félix Hubert d'Hérelle, medico e batteriologo francese (n. 1873)
- 22 febbraio - Marie Hoeg, fotografa norvegese (n. 1866)
- 23 febbraio - Giulio Perugi, generale e politico italiano (n. 1886)
- 25 febbraio - Juan Sinforiano Bogarín, arcivescovo cattolico paraguaiano (n. 1863)
- 25 febbraio - Lidia Poët, avvocata italiana (n. 1855)
- 26 febbraio - Francesco Ciusa, scultore italiano (n. 1883)
- 27 febbraio - Charles Cresson, tennista statunitense (n. 1874)
- 27 febbraio - Georges Trombert, schermidore francese (n. 1874)
- 28 febbraio - Kenneth Morgan, attore inglese (n. 1920)

## Marzo(62)
- 1º marzo - Hans Diem, calciatore svizzero
- 2 marzo - Charles Cobb, matematico e economista statunitense (n. 1875)
- 2 marzo - Pietro Ferrero, pasticciere e imprenditore italiano (n. 1898)
- 2 marzo - Nuri Killigil, generale ottomano (n. 1889)
- 2 marzo - Sarojini Naidu, politica e poetessa indiana (n. 1879)
- 4 marzo - James Rowland Angell, psicologo statunitense (n. 1869)
- 4 marzo - Lena Connell, fotografa britannica (n. 1875)
- 4 marzo - Enio Gnudi, politico, sindacalista e antifascista italiano (n. 1893)
- 4 marzo - Clarence Kingsbury, pistard britannico (n. 1882)
- 4 marzo - George Larner, marciatore britannico (n. 1875)
- 6 marzo - Pietro Ermenegildo Daniele, matematico italiano (n. 1875)
- 6 marzo - Freddie Grubb, ciclista su strada britannico (n. 1887)
- 6 marzo - Isaia Levi, politico e imprenditore italiano (n. 1863)
- 6 marzo - Robert Storm Petersen, attore e regista danese (n. 1882)
- 7 marzo - Pierre Aubertin, militare e aviatore francese (n. 1915)
- 8 marzo - Dunstano Cancellieri, pedagogista e anarchico italiano (n. 1870)
- 9 marzo - Silvio Benco, scrittore, giornalista e critico letterario italiano (n. 1874)
- 9 marzo - Filippo di Borbone-Due Sicilie, principe (n. 1885)
- 9 marzo - Claes Johanson, lottatore svedese (n. 1884)
- 9 marzo - Walter Short, generale statunitense (n. 1880)
- 10 marzo - Gherardo Gherardi, sceneggiatore e regista italiano (n. 1891)
- 10 marzo - James Rector, velocista statunitense (n. 1884)
- 11 marzo - Anastasios Charalambis, politico greco (n. 1862)
- 11 marzo - Henri Giraud, generale e politico francese (n. 1879)
- 12 marzo - Valentine Grant, attrice statunitense (n. 1881)
- 12 marzo - Alex Raisbeck, calciatore e allenatore di calcio scozzese (n. 1878)
- 13 marzo - Michele Valenti, politico italiano (n. 1894)
- 16 marzo - Billy Hibbert, calciatore inglese (n. 1884)
- 17 marzo - Felix Bressart, attore tedesco (n. 1892)
- 17 marzo - Owen Moran, pugile inglese (n. 1884)
- 17 marzo - Paul Stevens, bobbista statunitense (n. 1889)
- 17 marzo - Aleksandra Aleksandrovna Ėkster, pittrice, scenografa e costumista russa (n. 1882)
- 18 marzo - Walther Lucht, generale tedesco (n. 1882)
- 18 marzo - Gyula Strausz, discobolo, giavellottista e lunghista ungherese (n. 1880)
- 19 marzo - Wheeler Oakman, attore statunitense (n. 1890)
- 19 marzo - Vinçenc Prennushi, arcivescovo cattolico e beato albanese (n. 1885)
- 19 marzo - James Somerville, militare britannico (n. 1882)
- 19 marzo - Ferdinand Wesely, calciatore austriaco (n. 1897)
- 20 marzo - Italo Foschi, politico e dirigente sportivo italiano (n. 1884)
- 20 marzo - Irving Fazola, clarinettista statunitense (n. 1912)
- 20 marzo - François-Jean-Marie Serrand, vescovo cattolico francese (n. 1874)
- 21 marzo - Frank Fetter, economista statunitense (n. 1863)
- 21 marzo - S. S. McClure, editore, curatore editoriale e giornalista irlandese (n. 1857)
- 23 marzo - Paul-Albert Faveau, missionario e vescovo cattolico francese (n. 1859)
- 24 marzo - Giuseppe Foti, poeta italiano (n. 1879)
- 24 marzo - Rocco Jemma, medico italiano (n. 1866)
- 25 marzo - Harold Halse, calciatore inglese (n. 1886)
- 25 marzo - Augusto Guglielmo di Prussia, principe prussiano (n. 1887)
- 25 marzo - Hanns Albin Rauter, generale austriaco (n. 1895)
- 25 marzo - Dante Veroni, politico italiano (n. 1878)
- 26 marzo - Léon Level, ciclista su strada francese (n. 1910)
- 27 marzo - Gregory Mathews, ornitologo australiano (n. 1876)
- 28 marzo - Grigoras Dinicu, violinista e compositore rumeno (n. 1889)
- 28 marzo - Mario Segala, politico italiano (n. 1906)
- 29 marzo - Nikolaj Fëdorovič Gamaleja, medico e scienziato russo (n. 1859)
- 29 marzo - Helen Homans, tennista statunitense (n. 1878)
- 29 marzo - Danilo Innocenti, astista italiano (n. 1904)
- 29 marzo - Jean Mamy, regista, montatore e scrittore francese (n. 1902)
- 30 marzo - J. Searle Dawley, regista e sceneggiatore statunitense (n. 1877)
- 30 marzo - Harald di Danimarca, principe danese (n. 1876)
- 31 marzo - Friedrich Bergius, chimico tedesco (n. 1884)
- 31 marzo - Erwin Lendvai, compositore ungherese (n. 1882)

## Aprile(50)
- 1º aprile - Francesco D'Alessio, politico e giurista italiano (n. 1886)
- 2 aprile - Carlo Galetti, ciclista su strada e pistard italiano (n. 1882)
- 2 aprile - Louisa Jane Grey, nobildonna inglese (n. 1855)
- 2 aprile - Francesco Pasinetti, critico cinematografico, sceneggiatore e regista italiano (n. 1911)
- 2 aprile - Sigfrid Öberg, hockeista su ghiaccio svedese (n. 1907)
- 3 aprile - Bartolomeo Cattaneo, aviatore italiano (n. 1883)
- 3 aprile - Ivo Tartaglia, politico, avvocato e giornalista jugoslavo (n. 1880)
- 4 aprile - Lucas Bridges, esploratore e scrittore inglese (n. 1874)
- 6 aprile - Rachel Bespaloff, filosofa francese (n. 1895)
- 6 aprile - Raffaele De Luca, partigiano italiano (n. 1874)
- 6 aprile - Seymour Hicks, attore e produttore cinematografico inglese (n. 1871)
- 6 aprile - Sante Solieri, chirurgo italiano (n. 1877)
- 7 aprile - John Gourlay, calciatore canadese (n. 1872)
- 7 aprile - Biagio Guarnaccio, aviatore italiano (n. 1915)
- 8 aprile - Kathy Fiscus, statunitense (n. 1945)
- 9 aprile - Luigi Amantea, generale e politico italiano (n. 1869)
- 9 aprile - Marcel Méran, velista francese (n. 1871)
- 9 aprile - Giovanni Sabini, magistrato e politico italiano (n. 1873)
- 12 aprile - Rosa Chiarina Scolari, religiosa italiana (n. 1882)
- 13 aprile - Marie Louise Berneri, anarchica e scrittrice italiana (n. 1918)
- 13 aprile - Albert Heine, attore e regista tedesco (n. 1867)
- 13 aprile - Bernardo Ortiz de Montellano, poeta, drammaturgo e saggista messicano (n. 1899)
- 14 aprile - Friedrich Altrichter, generale tedesco (n. 1890)
- 14 aprile - Oreste Simonotti, imprenditore e dirigente sportivo italiano (n. 1879)
- 15 aprile - Wallace Beery, attore e regista statunitense (n. 1885)
- 15 aprile - Trinità del Cuore Purissimo di Maria, religiosa spagnola (n. 1879)
- 18 aprile - Leonard Bloomfield, linguista statunitense (n. 1887)
- 18 aprile - Will Hay, attore, comico e regista britannico (n. 1888)
- 18 aprile - Otto Nerz, calciatore e allenatore di calcio tedesco (n. 1892)
- 18 aprile - Needham Roberts, militare statunitense (n. 1901)
- 18 aprile - Ulrich Salchow, pattinatore artistico su ghiaccio svedese (n. 1877)
- 19 aprile - Barney Gilmore, attore e sceneggiatore statunitense (n. 1869)
- 19 aprile - Arnold Krumm-Heller, medico, scrittore e agente segreto tedesco (n. 1876)
- 20 aprile - George Bingham, V conte di Lucan, ufficiale e politico irlandese (n. 1860)
- 20 aprile - Vittorio Pelvi, calciatore italiano (n. 1896)
- 22 aprile - Charles B. Middleton, attore statunitense (n. 1874)
- 23 aprile - Giovanni Carano Donvito, economista italiano (n. 1873)
- 25 aprile - Jankel Adler, pittore polacco (n. 1895)
- 25 aprile - Maarten van Dulm, schermidore olandese (n. 1879)
- 26 aprile - Gino Pinelli, pittore e incisore italiano (n. 1882)
- 28 aprile - Chairil Anwar, poeta e scrittore indonesiano (n. 1922)
- 28 aprile - Kenneth Hunt, calciatore inglese (n. 1884)
- 28 aprile - Attilio Pratella, pittore italiano (n. 1856)
- 28 aprile - Aurora Quezon, infermiera filippina (n. 1888)
- 28 aprile - Gioacchino Stevan, religioso italiano (n. 1921)
- 29 aprile - Gabriele Parolari, generale e politico italiano (n. 1890)
- 29 aprile - Lazzaro Pasini, pittore italiano (n. 1861)
- 29 aprile - Alfredo Protti, pittore italiano (n. 1882)
- 29 aprile - Fabian Ware, generale e giornalista inglese (n. 1869)
- 30 aprile - Gustaf Adolf Jonsson, tiratore a segno svedese (n. 1879)

## Maggio(92)
- 1º maggio - Charles Delaporte, canottiere e pistard francese (n. 1880)
- 1º maggio - Pál Harkai Schiller, psicologo ungherese (n. 1908)
- 1º maggio - Josep Maria Jujol, architetto spagnolo (n. 1879)
- 1º maggio - Mathilde Laigle, insegnante e storica francese (n. 1865)
- 1º maggio - Kijirō Nambu, generale giapponese (n. 1869)
- 2 maggio - Billy Dean, pallanuotista britannico (n. 1887)
- 2 maggio - Mariano Fortuny y Madrazo, pittore, stilista e scenografo spagnolo (n. 1871)
- 2 maggio - Renato Puoti, politico e avvocato italiano (n. 1910)
- 3 maggio - Gheorghe Plagino, tiratore a volo rumeno (n. 1876)
- 3 maggio - Luigi Rachel, compositore italiano (n. 1879)
- 4 maggio - Valerio Bacigalupo, calciatore italiano (n. 1924)
- 4 maggio - Aldo Ballarin, calciatore italiano (n. 1922)
- 4 maggio - Dino Ballarin, calciatore italiano (n. 1923)
- 4 maggio - Syd Bishop, calciatore inglese (n. 1900)
- 4 maggio - Émile Bongiorni, calciatore francese (n. 1921)
- 4 maggio - Renato Casalbore, giornalista italiano (n. 1891)
- 4 maggio - Eusebio Castigliano, calciatore italiano (n. 1921)
- 4 maggio - Luigi Cavallero, giornalista italiano (n. 1907)
- 4 maggio - Ernő Erbstein, calciatore e allenatore di calcio ungherese (n. 1898)
- 4 maggio - Rubens Fadini, calciatore italiano (n. 1927)
- 4 maggio - Guglielmo Gabetto, calciatore italiano (n. 1916)
- 4 maggio - Ruggero Grava, calciatore francese (n. 1922)
- 4 maggio - Giuseppe Grezar, calciatore italiano (n. 1918)
- 4 maggio - Leslie Lievesley, calciatore e allenatore di calcio inglese (n. 1911)
- 4 maggio - Ezio Loik, calciatore italiano (n. 1919)
- 4 maggio - Virgilio Maroso, calciatore italiano (n. 1925)
- 4 maggio - Danilo Martelli, calciatore italiano (n. 1923)
- 4 maggio - Valentino Mazzola, calciatore italiano (n. 1919)
- 4 maggio - Romeo Menti, calciatore italiano (n. 1919)
- 4 maggio - Piero Operto, calciatore italiano (n. 1926)
- 4 maggio - Franco Ossola, calciatore italiano (n. 1921)
- 4 maggio - Mario Rigamonti, calciatore italiano (n. 1922)
- 4 maggio - Adriaan Joseph van Rossem, ornitologo statunitense (n. 1892)
- 4 maggio - Július Schubert, calciatore ungherese (n. 1922)
- 4 maggio - Renato Tosatti, giornalista italiano (n. 1908)
- 4 maggio - Viktor Wessely, alpinista e medico austriaco (n. 1870)
- 5 maggio - Carlo Felice Trossi, pilota automobilistico e nobile italiano (n. 1908)
- 6 maggio - Johannes Andreas Brinkman, ingegnere e architetto olandese (n. 1902)
- 6 maggio - Stanisław Grabski, politico, diplomatico e economista polacco (n. 1871)
- 6 maggio - Maurice Maeterlinck, poeta, drammaturgo e saggista belga (n. 1862)
- 6 maggio - Wyndham Raymond Portal, I visconte Portal, politico britannico (n. 1885)
- 7 maggio - Josef Velenovský, botanico e micologo ceco (n. 1858)
- 9 maggio - Vittorio D'Alessi, vescovo cattolico italiano (n. 1884)
- 9 maggio - Luigi II di Monaco, principe (n. 1870)
- 10 maggio - Emilio Alfieri, ginecologo italiano (n. 1874)
- 10 maggio - Emilio de Gogorza, baritono e insegnante statunitense (n. 1872)
- 10 maggio - Clarence Robbins, sceneggiatore statunitense (n. 1888)
- 11 maggio - Alfredo Gargiulo, critico letterario, scrittore e traduttore italiano (n. 1876)
- 11 maggio - Adolf Naef, zoologo e paleontologo svizzero (n. 1883)
- 12 maggio - Walter Berg, calciatore tedesco (n. 1916)
- 12 maggio - Jules-Cyrille Cavé, pittore francese (n. 1859)
- 12 maggio - Nino Ronco, ingegnere e politico italiano (n. 1863)
- 13 maggio - Clarence W. Avery, dirigente d'azienda statunitense (n. 1882)
- 13 maggio - Wolrad Eberle, multiplista tedesco (n. 1908)
- 15 maggio - Mary Antin, scrittrice, attivista e politica statunitense (n. 1881)
- 15 maggio - Henri Beau, pittore canadese (n. 1863)
- 15 maggio - Erich Goede, calciatore tedesco (n. 1916)
- 15 maggio - Peter Maurin, attivista francese (n. 1877)
- 16 maggio - William Nicholson, pittore britannico (n. 1872)
- 17 maggio - Béla Balázs, poeta, scrittore e regista ungherese (n. 1884)
- 17 maggio - Maria Margotti, attivista italiana (n. 1915)
- 18 maggio - Max Obal, regista, attore e sceneggiatore tedesco (n. 1881)
- 18 maggio - James Truslow Adams, storico statunitense (n. 1878)
- 18 maggio - Joseph Valentine, direttore della fotografia statunitense (n. 1900)
- 19 maggio - Thomas Heggen, scrittore statunitense (n. 1918)
- 19 maggio - Peter Jilemnický, scrittore, giornalista e politico ceco (n. 1901)
- 19 maggio - Paul Schultze-Naumburg, architetto tedesco (n. 1869)
- 19 maggio - Raoul de Boigne, tiratore a segno francese (n. 1862)
- 20 maggio - Damaskinos Papandreou, arcivescovo ortodosso e politico greco (n. 1891)
- 21 maggio - Klaus Mann, scrittore tedesco (n. 1906)
- 22 maggio - James Vincent Forrestal, politico statunitense (n. 1892)
- 22 maggio - Hans Pfitzner, compositore e direttore d'orchestra tedesco (n. 1869)
- 23 maggio - Louis-Gustave Cambier, pittore e scultore belga (n. 1874)
- 24 maggio - Eduardo Chicharro y Agüera, pittore spagnolo (n. 1873)
- 24 maggio - Aleksej Viktorovič Ščusev, architetto russo (n. 1873)
- 25 maggio - Patrick Bowes-Lyon, XV conte di Strathmore e Kinghorne, nobile britannico (n. 1884)
- 25 maggio - Piero Schiavazzi, tenore italiano (n. 1875)
- 25 maggio - Alessandro Tarabini, politico, generale e dirigente sportivo italiano (n. 1894)
- 26 maggio - Euday L. Bowman, pianista e compositore statunitense (n. 1887)
- 26 maggio - Giuseppe Colarieti Tosti, pittore, scultore e ceramista italiano (n. 1873)
- 26 maggio - Nikolas Stam, missionario e vescovo cattolico olandese (n. 1876)
- 26 maggio - Edouard Van Goethem, missionario e vescovo cattolico belga (n. 1873)
- 27 maggio - Ægidius Elling, inventore, ingegnere e progettista norvegese (n. 1861)
- 27 maggio - Martin Knudsen, fisico danese (n. 1871)
- 27 maggio - Leo Marchiori, pistard italiano (n. 1898)
- 27 maggio - Robert Ripley, disegnatore, imprenditore e antropologo statunitense (n. 1890)
- 29 maggio - Gedeon Eugen Lukács, calciatore ungherese (n. 1903)
- 29 maggio - Casey Roberts, scenografo statunitense (n. 1901)
- 30 maggio - Charles Hutchison, attore, regista e sceneggiatore statunitense (n. 1879)
- 30 maggio - Emmanuel Célestin Suhard, cardinale e arcivescovo cattolico francese (n. 1874)
- 31 maggio - Fernando de los Ríos, politico spagnolo (n. 1879)
- 31 maggio - Maria Scarpetta, commediografa e scrittrice italiana (n. 1891)

## Giugno(60)
- 1º giugno - Livio Bonelli, generale italiano (n. 1891)
- 1º giugno - Khalil Mutran, poeta e giornalista libanese (n. 1872)
- 2 giugno - Vittorio Buratti, imprenditore, politico e filantropo italiano (n. 1888)
- 3 giugno - Carlo Angela, medico, politico e antifascista italiano (n. 1875)
- 3 giugno - Pina Calì, pittrice italiana (n. 1905)
- 3 giugno - Amadeo Giannini, banchiere statunitense (n. 1870)
- 3 giugno - Einar Olsen, ginnasta danese (n. 1893)
- 4 giugno - Thomas Addis, medico e scienziato scozzese (n. 1881)
- 4 giugno - Carlo Benetti, attore e produttore cinematografico italiano (n. 1885)
- 4 giugno - Maurice Blondel, filosofo francese (n. 1861)
- 6 giugno - Philip Herbert Cowell, astronomo britannico (n. 1870)
- 6 giugno - Jo van der Mey, architetto e progettista olandese (n. 1878)
- 7 giugno - Antonino Lo Surdo, fisico italiano (n. 1880)
- 7 giugno - Salvatore Segrè Sartorio, dirigente d'azienda e politico italiano (n. 1865)
- 7 giugno - Bruto Testoni, lottatore italiano (n. 1891)
- 8 giugno - Dezső László, generale ungherese (n. 1894)
- 8 giugno - Virgilia Lütz, religiosa tedesca (n. 1869)
- 9 giugno - Maria Cebotari, soprano moldavo (n. 1910)
- 10 giugno - Elvira Colonnese, cantante lirica italiana (n. 1859)
- 10 giugno - Louis Malvy, politico francese (n. 1875)
- 10 giugno - Filippo Silvestri, entomologo italiano (n. 1873)
- 10 giugno - Sigrid Undset, scrittrice norvegese (n. 1882)
- 10 giugno - Carl Vaugoin, politico austriaco (n. 1873)
- 11 giugno - Andrija Hebrang, politico jugoslavo (n. 1899)
- 11 giugno - Harry Lambart, regista e attore irlandese (n. 1876)
- 11 giugno - Riccardo Roveda, militare e aviatore italiano (n. 1909)
- 11 giugno - Koçi Xoxe, generale e politico albanese (n. 1911)
- 11 giugno - Oton Župančič, poeta sloveno (n. 1878)
- 12 giugno - Diana Allen, attrice svedese (n. 1898)
- 12 giugno - Maria Barba, religiosa e mistica italiana (n. 1884)
- 12 giugno - Luigi Frusci, generale italiano (n. 1879)
- 13 giugno - Ben Drinkwater, pilota motociclistico britannico (n. 1910)
- 14 giugno - Emanoil Ionescu, militare e aviatore rumeno (n. 1887)
- 14 giugno - Otto Stählin, filologo classico tedesco (n. 1868)
- 15 giugno - Antonio Ballesteros Beretta, storico spagnolo (n. 1880)
- 15 giugno - Gerhard von Kanitz, politico prussiano (n. 1885)
- 15 giugno - Şehzade Mehmed Burhaneddin, principe ottomano (n. 1885)
- 15 giugno - Camillo Romano Avezzana, diplomatico e politico italiano (n. 1867)
- 16 giugno - Georg Fuchs, drammaturgo e regista teatrale tedesco (n. 1868)
- 16 giugno - Ivy Martinek, attrice francese (n. 1880)
- 17 giugno - Arvo Aaltonen, nuotatore finlandese (n. 1892)
- 18 giugno - Adelaide Ametis, pittrice italiana (n. 1877)
- 18 giugno - Ratko Kacijan, calciatore jugoslavo (n. 1917)
- 18 giugno - Ottavio Munerati, agronomo italiano (n. 1875)
- 19 giugno - Jagatjit Singh, principe indiano (n. 1872)
- 19 giugno - Vladimir Nazor, politico, poeta e scrittore croato (n. 1876)
- 20 giugno - Floriano Del Secolo, giornalista e politico italiano (n. 1877)
- 21 giugno - Fritz Höger, architetto tedesco (n. 1877)
- 21 giugno - Heliodor Píka, antifascista e generale cecoslovacco (n. 1897)
- 21 giugno - Edward Wadsworth, pittore inglese (n. 1889)
- 23 giugno - Louis Segondi, mezzofondista francese (n. 1879)
- 23 giugno - Gennaro Sora, militare italiano (n. 1892)
- 24 giugno - Benevenuto, calciatore brasiliano (n. 1904)
- 24 giugno - Angelo Comolli, pittore, decoratore e docente italiano (n. 1863)
- 25 giugno - Alejandro Lerroux, politico spagnolo (n. 1868)
- 25 giugno - James Steen, pallanuotista statunitense (n. 1876)
- 26 giugno - Kim Gu, politico sudcoreano (n. 1876)
- 30 giugno - Aldo Bibolini, ingegnere italiano (n. 1876)
- 30 giugno - Donato Antonio Tommasi, generale e avvocato italiano (n. 1867)
- 30 giugno - Édouard Alphonse James de Rothschild, banchiere e giocatore di polo francese (n. 1868)

## Luglio(50)
- 2 luglio - Georgi Dimitrov, politico bulgaro (n. 1882)
- 4 luglio - François Brandt, canottiere olandese (n. 1874)
- 4 luglio - István Herczeg, ginnasta ungherese (n. 1887)
- 5 luglio - Amedeo Guarnieri, calciatore e arbitro di calcio italiano (n. 1890)
- 6 luglio - Primo Sinopico, pittore e illustratore italiano (n. 1889)
- 6 luglio - Hans H. Zerlett, regista, sceneggiatore e commediografo tedesco (n. 1893)
- 8 luglio - Harold Knerr, fumettista statunitense (n. 1882)
- 8 luglio - Riccardo Pick-Mangiagalli, pianista e compositore boemo (n. 1882)
- 8 luglio - Antun Saade, politico e filosofo libanese (n. 1904)
- 9 luglio - Giuseppe Pauri, pittore italiano (n. 1882)
- 10 luglio - Giuseppe Fuschini, politico italiano (n. 1883)
- 11 luglio - Jean-Baptiste Nguyễn Bá Tòng, vescovo cattolico vietnamita (n. 1868)
- 12 luglio - Amedeo Herlitzka, fisiologo italiano (n. 1872)
- 12 luglio - Douglas Hyde, politico irlandese (n. 1860)
- 13 luglio - Teun Beijnen, canottiere olandese (n. 1899)
- 13 luglio - Walt Kuhn, pittore e fumettista statunitense (n. 1877)
- 14 luglio - Otto Wächter, generale, politico e avvocato austriaco (n. 1901)
- 15 luglio - Eddie DeLange, cantautore statunitense (n. 1904)
- 16 luglio - Vjačeslav Ivanovič Ivanov, poeta, drammaturgo e critico letterario russo (n. 1866)
- 17 luglio - Miel Mundt, calciatore olandese (n. 1880)
- 17 luglio - Temistocle Testa, militare e prefetto italiano (n. 1897)
- 18 luglio - Bernhard Hoetger, scultore e pittore tedesco (n. 1874)
- 18 luglio - Vítězslav Novák, compositore e pianista ceco (n. 1870)
- 19 luglio - Frank Murphy, politico statunitense (n. 1890)
- 19 luglio - Renato Pampanini, botanico italiano (n. 1875)
- 20 luglio - Fëdor Aleksandrovič Ocep, regista e sceneggiatore russo (n. 1895)
- 21 luglio - Cesare Formichi, baritono italiano (n. 1883)
- 21 luglio - Jean de Constant, velista francese (n. 1859)
- 22 luglio - Robert Cummings, attore e regista statunitense (n. 1895)
- 23 luglio - Masaharu Anesaki, scrittore giapponese (n. 1873)
- 24 luglio - Nils Östensson, fondista e sciatore di pattuglia militare svedese (n. 1918)
- 25 luglio - Enrico Presutti, giurista e politico italiano (n. 1870)
- 25 luglio - Alfred Rehder, botanico francese (n. 1863)
- 25 luglio - Ubaldo Soddu, generale italiano (n. 1883)
- 26 luglio - Linda Arvidson, attrice cinematografica e sceneggiatrice statunitense (n. 1884)
- 26 luglio - Cino Bozzetti, pittore e incisore italiano (n. 1876)
- 27 luglio - Ellery Clark, altista, lunghista e multiplista statunitense (n. 1874)
- 27 luglio - Vince Dundee, pugile statunitense (n. 1907)
- 28 luglio - Norbert Davis, scrittore statunitense (n. 1909)
- 28 luglio - Traugott Konstantin Oesterreich, filosofo tedesco (n. 1880)
- 29 luglio - Harry Chambers, calciatore inglese (n. 1896)
- 29 luglio - Latino Galasso, canottiere italiano (n. 1898)
- 29 luglio - Guglielmo Sabatini, giurista italiano (n. 1877)
- 29 luglio - Emilia Varini, attrice e insegnante italiana (n. 1867)
- 30 luglio - Dorotea Chávez Orozco, religiosa messicana (n. 1867)
- 30 luglio - Stojan Danev, politico bulgaro (n. 1858)
- 30 luglio - Henrik Galeen, sceneggiatore, regista e attore austriaco (n. 1881)
- 31 luglio - Gordon Balfour, canottiere canadese (n. 1882)
- 31 luglio - John Lyttelton, IX visconte Cobham, politico e ufficiale inglese (n. 1881)
- 31 luglio - Albert Rehm, filologo tedesco (n. 1871)

## Agosto(50)
- 1º agosto - Lazzaro Luxardo, pittore italiano (n. 1865)
- 2 agosto - Arnold Büscher, militare tedesco (n. 1899)
- 3 agosto - Arturo Giuliano, militare e politico italiano (n. 1875)
- 4 agosto - Liberato Pinto, politico portoghese (n. 1880)
- 5 agosto - Ernest Fourneau, chimico e farmacologo francese (n. 1872)
- 5 agosto - Gaetano Paternò di Manchi di Bilici, nobile e diplomatico italiano (n. 1879)
- 7 agosto - Percy Newberry, egittologo britannico (n. 1869)
- 8 agosto - Ivan Maksimovič Poddubnyj, wrestler ucraino (n. 1871)
- 8 agosto - Italo Pozzato, politico italiano (n. 1862)
- 8 agosto - Joaquín Torres García, pittore, designer e imprenditore uruguaiano (n. 1874)
- 9 agosto - Harry Davenport, attore e regista statunitense (n. 1866)
- 9 agosto - Edward Lee Thorndike, psicologo statunitense (n. 1874)
- 9 agosto - Enrico Verde, ciclista su strada italiano (n. 1892)
- 10 agosto - Homer Burton Adkins, chimico statunitense (n. 1892)
- 10 agosto - John Haigh, serial killer britannico (n. 1909)
- 11 agosto - Kiki Palmer, attrice italiana (n. 1907)
- 11 agosto - Maurice Tornay, religioso svizzero (n. 1910)
- 11 agosto - Karl Weigl, compositore e pianista austriaco (n. 1881)
- 12 agosto - Al Shean, attore tedesco (n. 1868)
- 14 agosto - Donato Fossati, avvocato e politico italiano (n. 1870)
- 14 agosto - Husni al-Za'im, generale e politico siriano (n. 1897)
- 15 agosto - Vida Goldstein, attivista australiana (n. 1869)
- 15 agosto - Giacomo Medici Del Vascello, nobile, politico e ingegnere italiano (n. 1883)
- 16 agosto - Marcel Fleury, vescovo cattolico francese (n. 1884)
- 16 agosto - Luigi Lavazza, imprenditore italiano (n. 1859)
- 16 agosto - Margaret Mitchell, scrittrice e giornalista statunitense (n. 1900)
- 16 agosto - Otto Steinbrinck, militare e imprenditore tedesco (n. 1888)
- 18 agosto - József Viola, calciatore e allenatore di calcio ungherese (n. 1896)
- 19 agosto - Cecil Boden Kloss, zoologo britannico (n. 1877)
- 19 agosto - Luigi Trivelli, magistrato e politico italiano (n. 1879)
- 20 agosto - Francesco Bellotti, generale italiano (n. 1869)
- 20 agosto - Frederick William Green, egittologo britannico (n. 1869)
- 20 agosto - Leni Oslob, schermitrice tedesca (n. 1909)
- 20 agosto - Domenico Varagnolo, poeta e drammaturgo italiano (n. 1882)
- 21 agosto - Carlo Conti Rossini, orientalista italiano (n. 1872)
- 21 agosto - Joseph W. Girard, attore statunitense (n. 1871)
- 21 agosto - John Francis Gathorne-Hardy, generale inglese (n. 1874)
- 21 agosto - Gerhard von Keussler, compositore e direttore d'orchestra tedesco (n. 1874)
- 24 agosto - John William Dunne, scrittore e pioniere dell'aviazione irlandese (n. 1875)
- 24 agosto - Attilio Palatini, matematico e fisico italiano (n. 1889)
- 25 agosto - Birger Steen, calciatore norvegese (n. 1907)
- 26 agosto - Emilio Becuzzi, generale italiano (n. 1886)
- 27 agosto - Shōen Uemura, pittrice giapponese (n. 1875)
- 29 agosto - Ubaldo Fiorenzi, inventore italiano (n. 1890)
- 29 agosto - Franciszek Latinik, generale polacco (n. 1864)
- 30 agosto - Arthur J. Jefferson, attore teatrale e regista teatrale britannico (n. 1862)
- 30 agosto - Hans Kindler, violoncellista e direttore d'orchestra olandese (n. 1892)
- 30 agosto - Sevasti Qiriazi, attivista, insegnante e missionaria albanese (n. 1871)
- 31 agosto - Giorgio Cini, imprenditore italiano (n. 1918)
- 31 agosto - André-Louis Debierne, chimico francese (n. 1874)

## Settembre(51)
- 1º settembre - Felice Galazzi, ciclista su strada italiano (n. 1882)
- 2 settembre - Chance Ward, attore cinematografico e regista cinematografico statunitense (n. 1877)
- 3 settembre - Francesco Calì, allenatore di calcio, calciatore e arbitro di calcio italiano (n. 1882)
- 3 settembre - Giovanni Costetti, pittore, incisore e poeta italiano (n. 1874)
- 3 settembre - Vilhelm Ekelund, poeta e scrittore svedese (n. 1880)
- 3 settembre - Eugenio Lazzareschi, archivista, scrittore e biografo italiano (n. 1882)
- 3 settembre - Pompilio Seveso, pittore italiano (n. 1877)
- 4 settembre - Paul Chocque, pistard e ciclista su strada francese (n. 1910)
- 4 settembre - Herbert Eulenberg, drammaturgo, poeta e scrittore tedesco (n. 1876)
- 4 settembre - R. A. J. Walling, giornalista e scrittore inglese (n. 1869)
- 6 settembre - Lucien Descaves, scrittore, giornalista e drammaturgo francese (n. 1861)
- 6 settembre - Yang Hucheng, generale cinese (n. 1893)
- 7 settembre - Elton Mayo, psicologo e sociologo australiano (n. 1880)
- 7 settembre - José Clemente Orozco, pittore messicano (n. 1883)
- 8 settembre - Monte M. Katterjohn, sceneggiatore statunitense (n. 1891)
- 8 settembre - Anton Pointner, attore austriaco (n. 1894)
- 8 settembre - Richard Strauss, compositore e direttore d'orchestra tedesco (n. 1864)
- 9 settembre - István Pakó, calciatore ungherese (n. 1924)
- 9 settembre - Tonita Peña, artista nativa americana (n. 1893)
- 11 settembre - Henri Fromageot, avvocato e giudice francese (n. 1864)
- 11 settembre - Henri Rabaud, direttore d'orchestra e compositore francese (n. 1873)
- 12 settembre - Erik Adolf von Willebrand, medico finlandese (n. 1870)
- 13 settembre - Ricca Allen, attrice canadese (n. 1863)
- 13 settembre - Schack August Steenberg Krogh, fisiologo danese (n. 1874)
- 14 settembre - Gottfried von Bismarck-Schönhausen, politico tedesco (n. 1901)
- 14 settembre - Pandeli Evangjeli, politico albanese (n. 1859)
- 15 settembre - Félix Cabano, calciatore argentino (n. 1896)
- 15 settembre - Ludwig Hohlwein, architetto, pittore e illustratore tedesco (n. 1874)
- 16 settembre - Arthur Berthelet, regista cinematografico e attore teatrale statunitense (n. 1879)
- 16 settembre - Hallie Quinn Brown, docente, scrittrice e attivista statunitense
- 18 settembre - Heinrich Hergert, calciatore tedesco (n. 1904)
- 18 settembre - Frank Morgan, attore statunitense (n. 1890)
- 19 settembre - Robert Poirier, militare e aviatore francese (n. 1894)
- 19 settembre - Nikolaos Skalkottas, compositore greco (n. 1904)
- 19 settembre - Karl Vossler, filologo e italianista tedesco (n. 1872)
- 20 settembre - Giuseppe Barattolo, produttore cinematografico italiano (n. 1882)
- 20 settembre - Richard Dix, attore statunitense (n. 1893)
- 21 settembre - Osvaldo Tordi, pittore italiano (n. 1914)
- 22 settembre - Kim Jong-suk, attivista e politica nordcoreana (n. 1917)
- 22 settembre - Sam Wood, regista statunitense (n. 1883)
- 24 settembre - Enrico Guazzoni, regista e pittore italiano (n. 1876)
- 24 settembre - Edward Owen, mezzofondista britannico (n. 1886)
- 24 settembre - Henry Petersen, astista danese (n. 1900)
- 24 settembre - Pierre de Bréville, compositore e critico musicale francese (n. 1861)
- 25 settembre - Henri Manguin, pittore francese (n. 1874)
- 26 settembre - Peter Nielsen, attore e sceneggiatore danese (n. 1876)
- 27 settembre - David Adler, architetto statunitense (n. 1882)
- 28 settembre - Guido Colucci, pittore, incisore e ceramista italiano (n. 1877)
- 29 settembre - Arthur Hunt, pallanuotista britannico (n. 1886)
- 30 settembre - Forrest Halsey, sceneggiatore statunitense (n. 1877)
- 30 settembre - Kurt Warnekros, sessuologo e ginecologo tedesco (n. 1882)

## Ottobre(61)
- 1º ottobre - Nykyta Budka, vescovo cattolico ucraino (n. 1877)
- 1º ottobre - Llewelyn Lloyd, pittore italiano (n. 1879)
- 1º ottobre - Oswald Garrison Villard, giornalista statunitense (n. 1872)
- 2 ottobre - Adrienne Kroell, attrice statunitense (n. 1892)
- 3 ottobre - Giovanni Agamennone, geologo e sismologo italiano (n. 1858)
- 3 ottobre - Mid'hat Frashëri, scrittore e politico albanese (n. 1880)
- 4 ottobre - Carlo Donati, pittore italiano (n. 1874)
- 5 ottobre - Wilhelm Paulcke, geologo, scialpinista e alpinista tedesco (n. 1873)
- 5 ottobre - George Joseph Ryan, pedagogo e educatore statunitense (n. 1872)
- 6 ottobre - Wilhelm Eipeldauer, calciatore austriaco (n. 1885)
- 8 ottobre - Giuseppe Buonocore, politico italiano (n. 1876)
- 8 ottobre - Leonor Michaelis, biochimico e medico tedesco (n. 1875)
- 8 ottobre - Hendrik Cornelis Siebers, ornitologo olandese (n. 1890)
- 8 ottobre - Edith Oenone Somerville, scrittrice e artista irlandese (n. 1858)
- 9 ottobre - Giulio Fara, musicologo italiano (n. 1880)
- 9 ottobre - Emanuele Foà, ingegnere italiano (n. 1892)
- 9 ottobre - Gheorghe Mironescu, politico rumeno (n. 1874)
- 10 ottobre - Dolf van der Nagel, calciatore olandese (n. 1889)
- 11 ottobre - Albert H. Rausch, scrittore e poeta tedesco (n. 1882)
- 13 ottobre - August Aichhorn, psicoanalista austriaco (n. 1878)
- 13 ottobre - Francesca Bonnemaison Farriols, bibliotecaria spagnola (n. 1872)
- 13 ottobre - Marion Catherine Cave, antifascista britannica (n. 1896)
- 14 ottobre - Paul Ehrenberg, violinista e pittore tedesco
- 14 ottobre - Fritz Reuter Leiber, attore statunitense (n. 1882)
- 14 ottobre - Roman Lysko, presbitero ucraino (n. 1914)
- 14 ottobre - Aaro Pajari, generale finlandese (n. 1897)
- 14 ottobre - Oswald Schwarz, psicologo austriaco (n. 1883)
- 15 ottobre - Karl Behr, tennista statunitense (n. 1885)
- 15 ottobre - Elmer Clifton, regista, sceneggiatore e attore statunitense (n. 1890)
- 15 ottobre - László Rajk, politico ungherese (n. 1909)
- 16 ottobre - Bernard Berg, ginnasta e multiplista statunitense (n. 1871)
- 17 ottobre - Guido Costante Sullam, ingegnere e architetto italiano (n. 1873)
- 17 ottobre - Fëdor Ivanovič Tolbuchin, generale sovietico (n. 1894)
- 17 ottobre - Gustaf Wretman, nuotatore svedese (n. 1888)
- 18 ottobre - Giuseppe Zelioli, compositore italiano (n. 1880)
- 19 ottobre - Giovanni Guarino Amella, politico italiano (n. 1872)
- 19 ottobre - Carlo Montù, militare, politico e ingegnere italiano (n. 1869)
- 20 ottobre - Jacques Copeau, attore, regista teatrale e drammaturgo francese (n. 1879)
- 21 ottobre - Laura di Santa Caterina da Siena, religiosa e missionaria colombiana (n. 1874)
- 22 ottobre - Agne Holmström, velocista svedese (n. 1893)
- 22 ottobre - René de Marmande, giornalista e anarchico francese (n. 1875)
- 23 ottobre - Michele Mancuso, scrittore italiano (n. 1892)
- 23 ottobre - Giuseppe Mario Marsigliani, politico italiano (n. 1885)
- 24 ottobre - Roberto Bencivenga, generale e politico italiano (n. 1872)
- 24 ottobre - Joaquín Nin, compositore, musicologo e pedagogo cubano (n. 1879)
- 25 ottobre - Francesco Spanò, poliziotto e funzionario italiano (n. 1878)
- 25 ottobre - Bianca di Borbone-Spagna, principessa spagnola (n. 1868)
- 26 ottobre - Egil Brenna Lund, calciatore norvegese (n. 1903)
- 26 ottobre - Emil Liston, giocatore di baseball, allenatore di baseball e allenatore di pallacanestro statunitense (n. 1890)
- 27 ottobre - Boris Dobronravov, attore sovietico (n. 1896)
- 27 ottobre - František Halas, poeta, scrittore e traduttore ceco (n. 1901)
- 27 ottobre - Len Hanson, ginnasta britannico (n. 1887)
- 27 ottobre - Ante Tresić-Pavičić, scrittore, politico e diplomatico croato (n. 1867)
- 28 ottobre - Marcel Cerdan, pugile francese (n. 1916)
- 28 ottobre - Ginette Neveu, violinista francese (n. 1919)
- 29 ottobre - Georges Ivanovič Gurdjieff, filosofo, scrittore e mistico armeno (n. 1872)
- 30 ottobre - Margery Bonney Erskine, attrice inglese (n. 1864)
- 30 ottobre - Angela Hitler, austriaca (n. 1883)
- 31 ottobre - Édouard Dujardin, scrittore, poeta e giornalista francese (n. 1861)
- 31 ottobre - Alex Ponton, velocista canadese (n. 1898)
- 31 ottobre - Edward Stettinius, politico statunitense (n. 1900)

## Novembre(57)
- 1º novembre - Nikola Žekov, politico e generale bulgaro (n. 1865)
- 2 novembre - Spartaco Carlini, pittore italiano (n. 1884)
- 3 novembre - Aleksejs Andrejevs, calciatore lettone (n. 1905)
- 3 novembre - William Desmond, attore irlandese (n. 1878)
- 3 novembre - Solomon R. Guggenheim, collezionista d'arte statunitense (n. 1861)
- 3 novembre - Francesco Marmaggi, cardinale e arcivescovo cattolico italiano (n. 1870)
- 3 novembre - Adolphe Stoclet, ingegnere belga (n. 1871)
- 4 novembre - Ugo Brizi, botanico e micologo italiano (n. 1868)
- 5 novembre - Abdolhossein Hazhir, politico iraniano (n. 1902)
- 6 novembre - Lester Allen, attore statunitense (n. 1891)
- 6 novembre - Gino Borgatta, economista italiano (n. 1888)
- 6 novembre - Mario Pascal, matematico italiano (n. 1896)
- 6 novembre - Aarne Pelkonen, ginnasta finlandese (n. 1891)
- 8 novembre - Marguerite Gachet, modella francese (n. 1869)
- 9 novembre - Vincenzo Carbone, generale italiano (n. 1868)
- 9 novembre - Martinius Kristoffersen, calciatore norvegese (n. 1896)
- 10 novembre - Renato Nigiotti, allenatore di calcio e calciatore italiano (n. 1898)
- 11 novembre - John Hendley Barnhart, botanico e biografo statunitense (n. 1871)
- 11 novembre - Mun Bhuridatta, monaco buddhista thailandese (n. 1870)
- 11 novembre - Carlo Tancredi di Borbone-Due Sicilie, principe italiano (n. 1870)
- 12 novembre - Walter Buch, magistrato tedesco (n. 1883)
- 12 novembre - Renzo Chiosso, scrittore, drammaturgo e sceneggiatore italiano (n. 1877)
- 12 novembre - Corinto Miliotti, calciatore italiano (n. 1904)
- 12 novembre - Johannes Runge, mezzofondista, velocista e lunghista tedesco (n. 1878)
- 13 novembre - Magna Lykseth-Skogman, soprano norvegese (n. 1874)
- 13 novembre - Betty May, attrice statunitense (n. 1904)
- 13 novembre - Angelo Negri, vescovo cattolico e missionario italiano (n. 1889)
- 14 novembre - Jimmy Dunne, allenatore di calcio e calciatore irlandese (n. 1905)
- 15 novembre - Nathuram Godse, criminale indiano (n. 1910)
- 15 novembre - John Neville Keynes, filosofo e economista inglese (n. 1852)
- 16 novembre - Dionigi Scano, architetto, saggista e politico italiano (n. 1867)
- 17 novembre - Bernardo Dessau, fisico tedesco (n. 1863)
- 18 novembre - Luigi Volpicella, archivista, storico e araldista italiano (n. 1864)
- 19 novembre - James Ensor, pittore e incisore belga (n. 1860)
- 19 novembre - Ashley Miller, regista e sceneggiatore statunitense (n. 1867)
- 19 novembre - Giulio Vivanti, matematico italiano (n. 1859)
- 20 novembre - Wakatsuki Reijirō, politico giapponese (n. 1866)
- 21 novembre - Mario Casanuova Jerserinch, ammiraglio e politico italiano (n. 1867)
- 22 novembre - Richard Connell, scrittore, giornalista e sceneggiatore statunitense (n. 1893)
- 23 novembre - Carol Ardeleanu, scrittore rumeno (n. 1883)
- 23 novembre - Gustav Radbruch, politico e giurista tedesco (n. 1878)
- 23 novembre - Ugo Rodinò, politico italiano (n. 1904)
- 23 novembre - Ludovico Ferdinando di Baviera, nobile tedesco (n. 1859)
- 24 novembre - Robert N. Bradbury, regista e sceneggiatore statunitense (n. 1886)
- 24 novembre - René Charles Joseph Ernest Maire, botanico francese (n. 1878)
- 24 novembre - Giuseppe Sapienza, avvocato, sindacalista e politico italiano (n. 1884)
- 25 novembre - Luigi Krall, generale italiano (n. 1887)
- 25 novembre - Carlo e Luigi Rigola, scultore italiano (n. 1883)
- 25 novembre - Bill Robinson, ballerino e attore statunitense (n. 1878)
- 26 novembre - Enrico Brusoni, ciclista su strada e pistard italiano (n. 1878)
- 27 novembre - Charles F. Haanel, scrittore statunitense (n. 1866)
- 27 novembre - Vincenzo Irolli, pittore italiano (n. 1860)
- 30 novembre - Emilio Bodrero, politico e storico della filosofia italiano (n. 1874)
- 30 novembre - Julius Peter Heil, politico e imprenditore tedesco (n. 1876)
- 30 novembre - Richard Ridgely, regista, attore e sceneggiatore statunitense (n. 1869)
- 30 novembre - Willy Tänzer, calciatore tedesco (n. 1889)
- 30 novembre - Irene Vanbrugh, attrice britannica (n. 1872)

## Dicembre(62)
- 1º dicembre - Fred Fox, regista e attore britannico (n. 1884)
- 2 dicembre - Albert Ammons, pianista statunitense (n. 1907)
- 2 dicembre - Cristoforo Ferrari, militare e politico italiano (n. 1880)
- 2 dicembre - Karl Proisl, canoista austriaco (n. 1911)
- 3 dicembre - Philip Barry, commediografo statunitense (n. 1896)
- 3 dicembre - Marija Uspenskaja, attrice e insegnante russa (n. 1876)
- 4 dicembre - Vivian Edwards, attrice statunitense (n. 1896)
- 4 dicembre - Ivar Lykke, politico norvegese (n. 1872)
- 5 dicembre - Alfred J. Lotka, matematico e statistico statunitense (n. 1880)
- 5 dicembre - Andreas Roth, pittore tedesco (n. 1871)
- 5 dicembre - Antoni Rovira i Virgili, giornalista e politico spagnolo (n. 1882)
- 5 dicembre - Johnnie Walker, attore e regista statunitense (n. 1894)
- 6 dicembre - Lead Belly, cantante e chitarrista statunitense (n. 1888)
- 6 dicembre - Erwin Menny, generale tedesco (n. 1893)
- 6 dicembre - José María Zeledón Brenes, poeta, giornalista e politico costaricano (n. 1877)
- 7 dicembre - Rex Beach, romanziere, pallanuotista e sceneggiatore statunitense (n. 1877)
- 8 dicembre - Ugo Bignami, generale italiano (n. 1869)
- 8 dicembre - Giuseppe Innocenti, funzionario e politico italiano (n. 1868)
- 9 dicembre - Guido Guidotti, generale e politico italiano (n. 1871)
- 9 dicembre - John Mackenzie, velista britannico (n. 1876)
- 9 dicembre - Arthur Sundbye, ginnasta e multiplista statunitense (n. 1879)
- 10 dicembre - Luigi Berzolari, matematico italiano (n. 1863)
- 10 dicembre - Antonietta Giacomelli, educatrice, giornalista e scrittrice italiana (n. 1857)
- 10 dicembre - Duncan Stewart, politico britannico (n. 1904)
- 11 dicembre - Genoveffa De Troia, religiosa italiana (n. 1887)
- 11 dicembre - Charles Dullin, attore e regista teatrale francese (n. 1885)
- 11 dicembre - Carlo Linati, scrittore e viaggiatore italiano (n. 1878)
- 12 dicembre - Géza Szigritz, nuotatore ungherese (n. 1907)
- 13 dicembre - Oscar Randi, storico italiano (n. 1876)
- 14 dicembre - Giovanni Baroni, storico, avvocato e politico italiano (n. 1860)
- 15 dicembre - Alice Bailey, esoterista, astrologa e teosofa britannica (n. 1880)
- 16 dicembre - Sidney Olcott, produttore cinematografico, regista e attore canadese (n. 1872)
- 17 dicembre - Robert Eisler, storico e biblista austriaco (n. 1882)
- 17 dicembre - Giuseppe Novello, rivoluzionario italiano (n. 1917)
- 18 dicembre - Sem Benelli, poeta, scrittore e drammaturgo italiano (n. 1877)
- 18 dicembre - Georges Bon, calciatore francese (n. 1886)
- 19 dicembre - Ella Negruzzi, giurista rumena (n. 1876)
- 21 dicembre - Georg Gerstäcker, lottatore tedesco (n. 1889)
- 22 dicembre - Sebastiano Timpanaro senior, saggista italiano (n. 1888)
- 23 dicembre - Olimpio Bobbio, attore italiano (n. 1896)
- 23 dicembre - Cesare Cassanelli, allenatore di calcio e calciatore italiano (n. 1898)
- 23 dicembre - Albert Dubly, calciatore francese (n. 1881)
- 23 dicembre - Victor Nysted, calciatore norvegese (n. 1889)
- 23 dicembre - Otakar Vindyš, hockeista su ghiaccio ceco (n. 1884)
- 24 dicembre - John Lucas, generale statunitense (n. 1890)
- 25 dicembre - Leon Schlesinger, produttore cinematografico e animatore statunitense (n. 1884)
- 26 dicembre - Frank Kehoe, pallanuotista e tuffatore statunitense (n. 1882)
- 27 dicembre - Guido Jung, imprenditore e politico italiano (n. 1876)
- 27 dicembre - Antoni Ponikowski, politico polacco (n. 1878)
- 28 dicembre - Hervey Allen, scrittore statunitense (n. 1889)
- 28 dicembre - Ivie Anderson, cantante statunitense (n. 1904)
- 28 dicembre - Ottavio Barbieri, calciatore e allenatore di calcio italiano (n. 1899)
- 28 dicembre - Jack Lovelock, mezzofondista e medico neozelandese (n. 1910)
- 29 dicembre - Giovanni Bertini, politico e avvocato italiano (n. 1878)
- 29 dicembre - Ernesto Laura, matematico italiano (n. 1879)
- 29 dicembre - Angelo Malvicini, maratoneta italiano (n. 1895)
- 29 dicembre - Henry McMahon, militare britannico (n. 1862)
- 30 dicembre - Leopoldo IV di Lippe, sovrano (n. 1871)
- 30 dicembre - Ernest Mottard, ciclista su strada belga (n. 1902)
- 30 dicembre - Bert Sprotte, attore tedesco (n. 1870)
- 31 dicembre - Josef Maria Auchentaller, pittore e incisore austriaco (n. 1865)
- 31 dicembre - Howard C. Hickman, attore e regista statunitense (n. 1880)

## Senza giorno specificato(46)
- Sebastiano Agati, architetto, archeologo e storico dell'arte italiano (n. 1872)
- Luigi Airaldi, ciclista su strada italiano (n. 1870)
- Gino Albieri, pittore italiano (n. 1881)
- Marco Egidio Allegri, esoterista italiano (n. 1897)
- Ernest Joseph Bellocq, fotografo statunitense (n. 1873)
- Sisto Bertoldi, generale italiano (n. 1877)
- Amedeo Bianchi, pittore italiano (n. 1882)
- Ottorino Bicchi, pittore italiano (n. 1878)
- Pierre Caque, cestista francese (n. 1909)
- Antonio Catte, magistrato e partigiano italiano (n. 1912)
- Tito Cavagnaro, pittore italiano (n. 1874)
- Ercole Adriano Ceccarelli, avvocato e politico italiano (n. 1856)
- Vittoria Contini Bonacossi, collezionista d'arte italiana (n. 1871)
- Fabrizio Cortesi, botanico italiano (n. 1879)
- Angelo Crespi, filosofo e giornalista italiano (n. 1877)
- Alice Cucini, contralto italiana (n. 1870)
- Rosario Cutrufelli, ingegnere e politico italiano (n. 1876)
- Gaetano D'Agata, fotografo italiano (n. 1883)
- Giovanni De Simon, imprenditore e dirigente d'azienda italiano (n. 1880)
- Augusto Galli, attore e orafo italiano (n. 1861)
- Edmund Johnston Garwood, esploratore britannico (n. 1864)
- Ugo Porzio Giovanola, politico, antifascista e partigiano italiano (n. 1889)
- Martin Grabmann, storico tedesco (n. 1875)
- Radivoje Janković, generale jugoslavo (n. 1889)
- Benjamín Jarnés, scrittore spagnolo (n. 1888)
- Burton Jesse Hendrick, storico statunitense (n. 1870)
- Léonie La Fontaine, attivista belga (n. 1857)
- Oreste Marchesi, scrittore, pittore e compositore italiano (n. 1894)
- Giovanni Palmiri, circense italiano (n. 1904)
- Henri Parmentier, archeologo francese (n. 1871)
- William James Perry, antropologo britannico (n. 1887)
- Karel Petrů, giornalista e allenatore di calcio cecoslovacco (n. 1891)
- Luigi Pollari Maglietta, generale e dirigente sportivo italiano (n. 1863)
- Sam Raybould, calciatore inglese (n. 1875)
- Arnaldo Roselli, ingegnere italiano
- Aleksandr Serafimovič, scrittore russo (n. 1863)
- Themistoklīs Sofoulīs, archeologo e politico greco (n. 1860)
- Alexander Sokolowsky, zoologo tedesco (n. 1866)
- Azio Vellani, calciatore italiano (n. 1914)
- William Edwy Vine, biblista e educatore inglese (n. 1873)
- Gino Visentini Scarzanella, ingegnere italiano (n. 1871)
- János Víg, calciatore ungherese (n. 1907)
- Wally Webb, pugile britannico (n. 1882)
- Ferdinand Wolf, calciatore austriaco
- Guillermo Hayden Wright, giocatore di polo messicano (n. 1872)
- Sekiryo Yamauchi, imprenditore giapponese (n. 1883)